# اندیس مرمریت ۳۰۴۱
مرمریت ۳۰۴۱ یک اندیس مصالح ساختمانی است که در حوالی شهر سده استان فارس قرار دارد و مادهٔ معدنی موجود در آن، مرمریت است.سنگ میزبان این اندیس سنگ آهک است  